# Alina Pavelescu
Alina Pavelescu (n. 17 august 1972, București, România) este o arhivistă, istoric și scriitoare română contemporană.

## Biografie

### Educație
În 1996 a terminat Facultatea de Istorie la Universitatea din București, unde i-a avut profesori pe Zoe Petre și Lucian Boia. În 1997 finalizează masterul in Istoria României în secolul XX, la aceeași facultate. În 2001 finalizează un al doilea master la Institut d’Etudes Politiques de Paris în cadrul unui program Europa postcomunistă. În perioada 2002-2009 a studiat într-un program de doctorat în științe politice la Institut d’Etudes Politiques de Paris.

### Activitate arhivistă
În 1996 intră ca arhivist debutant în București la Arhivele Naționale ale României. Devine inspector superior arhivist în 2005 și din 2012 este director adjunct la Arhivele Naționale.
În munca ei pune în valoare documente istorice de arhivă în expoziții, lucrări proprii și traduceri. În 2017 publică Martha Bibescu și vocile Europei, un volum despre Martha Bibescu realizat din corespondența acesteia și documente din dosarul CNSAS 1941-1945. Volumul a fost premiat în 2017 la Târgul de carte LIBREX, Iași.
Pentru volumul Nebiruita flacără a vieții, alcătuit din notelor de jurnal ale Annei Kretzulescu–Lahovary, Alina Pavelescu a realizat traducerea din franceză, notele istorice și o prefață care ancorează lucrarea în epocă. Reia același efort de documentare și traducere în 2019 pentru jurnalul secretarului regelui Ferdinand, Louis Basset, în volumul Războiul unui slujitor devotat, Jurnalul inedit al secretarului particular al regelui Ferdinand I, 23 august 1916–3 mai 1921.

### Activitate literară
A debutat în 2016, la Târgul de carte Gaudeamus cu romanul Moștenirea babei Stoltz. A scris și publicat eseuri în volume colective cum ar fi Alegerea, în ”In the mood for love. Antologia prozei erotice feminine”, coordonată de Marius Conkan în 2019; Sfânta Paraschiva a păduchilor, în ”Cartea întâmplărilor. Mistere, ciudățenii, uimiri”, coordonată de Tatiana Niculescu, la ed. Humanitas, și Școala vieții în ”Viața pe Facebook. Dau like deci exist”, coordonată de Cristina Hermeziu.
În 2019 publică al doilea roman, Sindromul Stavroghin la editura Humanitas. Stavroghin, personaj din Demonii lui Dostoievski îi oferă Alinei Pavelescu un context de reflecție asupra modului în care un torționar îți poate prezenta și asuma trecutul.

## Publicații
- 2017 - Martha Bibescu și vocile Europei, Ed. Corint, ISBN: 786067931044
- 2024 - Revoluția din 1989 povestită celor care nu au trăit-o. O introducere, Ed. Art, ISBN: 9786303217000

Traduceri
- 2018 - Anna Lahovary, Nebiruita flacără a vieții, Ed. Humanitas
- 2019 - Louis Basset, Războiul unui slujitor devotat, Ed. Humanitas
- 2024 - Aude Terray, Singură împotriva tuturor. Viața prințesei Martha Bibescu, Ed. Humanitas

Literatură
- 2016 - Moștenirea babei Stoltz, Ed. Herg Benet, ISBN: 9786067630909
- 2019- ,,Sindromul Stavroghin”, Ed. Humanitas, ISBN: 9789735063825

Volume colective
- 2019 - In the mood for love. Antologia prozei erotice feminine, Marius Conkan (coord.), Editura Paralela 45
- 2019 - Cartea întâmplărilor. Mistere, ciudățenii, uimiri, Tatiana Niculescu (coord.), Humanitas, 2019
- 2020 - Viața pe Facebook. Dau like deci exist, Cristina Hermeziu(coord.), Polirom, 2020